# Seznam portugalskih kardinalov
Seznam portugalskih kardinalov.

## A
- Afonso Portugalski
- Tomás de Almeida
- Ordonho Alvares
- Américo Manuel Alves Aguiar

## C
- José Manuel da Cámara d'Atalaia
- Guilherme Henriques de Carvalho
- Manuel Gonçalves Cerejeira
- António Martins de Chaves
- José da Costa Nuñes
- Carlos da Cunha e Menezes
- João Cosme da Cunha

## D
- Inácio do Nascimento de Morais Cardoso

## F
- Pedro Paulo de Figuereido da Cunha e Melo
- Pedro da Fonseca

## G
- Pelagio Galvani
- Teódosio Clemente de Gouveia (1889-1962), Mozambik

## H
- Henrik Portugalski

## J
- Infante Jaime de Portugal / Infante Jaime Coimbrakski (Jakob iz Coimbre; Jakob iz Luzitanije)
- José Sebastião de Almeida Neto

## L
- Verissimo de Lencastre

## M
- Manuel José Macário do Nascimento Clemente
- Humberto Sousa Medeiros (Portugalska-ZDA)
- António Mendes Belo
- José Francisco Miguel António de Mendoça
- José Tolentino Calaça de Mendonça
- Manuel Monteiro de Castro
- João da Motta e Silva

## N
- Inácio do Nascimento Morais Cardoso
- José Sebastião d'Almeida Neto
- Miguel Carlos José de Noronha e Abranches
- José da Costa Nunes (1880-1976)

## P
- José da Cruz Policarpo

## R
- António Ribeiro
- Manuel Bento Rodrigues da Silva

## S
- Francisco de Saldanha da Gama
- António Augusto dos Santos Marto
- Americo Ferreira dos Santos Silva
- José Saraiva Martins
- Fernando de Sousa e Silva
- Patrício da Silva
- Luiz de Sousa